# Кэмпбелл, Майк
Майк Кэ́мпбелл (англ. Michael Wayne "Mike" Campbell, род. 1 февраля 1950) — американский гитарист, автор, музыкальный продюсер.
Наиболее известен по своей группе Tom Petty and the Heartbreakers, соло-гитаристом которой он является вот уже 40 лет.
В 2011 году журнал «Роллинг стоун» поместил Кэмпбелла на 79 место в своём «Списке ста величайших гитаристов всех времен».
В апреле 2018 года Майк Кэмпбелл вошел в качестве соло-гитариста в обновленный состав британо-американской группы Fleetwood Mac.